# Leucania albifera
Leucania albifera là một loài bướm đêm trong họ Noctuidae.